# Cậu bé rừng xanh (phim 2013)
Tarzan là một bộ phim hoạt hình máy tính motion capture thuộc thể loại hành động phiêu lưu tiếng Anh năm 2013 do nhà sản xuất người Đức Reinhard Klooss đạo diễn, viết kịch bản và sản xuất. Phim được công chiếu ngày 17 tháng 10 năm 2013 tại Nga. Phim có sự tham gia lồng tiếng của Kellan Lutz, Spencer Locke, Anton Zetterholm, Mark Deklin, Joe Cappelletti và Jaime Ray Newman. Kịch bản phim chắp bút bởi Reinhard Klooss, Jessica Postigo và Yoni Brenner., dựa trên cuốn sách kinh điển Tarzan of the Apes (1912) của Edgar Rice Burroughs, và là một trong nhiều phiên bản chuyển thể.